# نیهات ممدلی
نیهات ممدلی (به ترکی آذربایجانی: Nihat Məmmədli،  زادهٔ ۲۱ ژوئیهٔ ۲۰۰۲) یک کشتی‌گیر فرنگی‌کار اهل کشور جمهوری آذربایجان است.
از افتخارات وی می‌توان به کسب مدال طلا قهرمانی کشتی جهان ۲۰۲۴ اشاره کرد.

## فعالیت حرفه‌ای

### قهرمانی کشتی جهان ۲۰۲۴
ممدلی در وزن ۶۳ کیلوگرم کشتی فرنگی قهرمانی کشتی جهان ۲۰۲۴ تیرانا شرکت کرد، او در این مسابقات ایلدار حفیظوف از آمریکا، ابومسلم آمایف از بلغارستان، هلب ماکارانکا از بلاروس و کارن اصلانیان از ارمنستان را شکست داد و به فینال رسید. وی در فینال یرژت ژارلیکاسین از قزاقستان را شکست داد و مدال طلا را بدست آورد.